# Joséphine-Charlotte de Belgique
Pour l’article homonyme, voir Joséphine-Charlotte (métro de Bruxelles).
Titre
Grande-duchesse consort de Luxembourg
12 novembre 1964 – 7 octobre 2000
(35 ans, 10 mois et 25 jours)
Joséphine-Charlotte de Belgique, née le 11 octobre 1927 au palais royal de Bruxelles en Belgique et morte le 10 janvier 2005 au château de Fischbach, au grand-duché de Luxembourg, est grande duchesse consort de Luxembourg.

## Biographie

### Jeunesse
Joséphine-Charlotte est la fille du prince héritier Léopold de Belgique (futur Léopold III) et de la princesse Astrid de Suède (future reine Astrid). Ses deux frères cadets ont été successivement rois des Belges : Baudouin (1930-1993) et Albert II (1934).
En 1935, leur mère, la reine Astrid, meurt à la suite d'un accident de voiture à Küssnacht en Suisse.
En 1944, les Allemands emmènent le roi Léopold III, la princesse Lilian (seconde femme de Léopold) et les quatre enfants (Joséphine-Charlotte, Baudouin, Albert et Alexandre) en Allemagne puis en Autriche, d'où ils seront libérés en mai 1945. Leur oncle le prince Charles, frère de Léopold III, devient régent du royaume de 1944 à 1950. À la suite de la question royale, ils s'installent en Suisse (au château du Reposoir, à Pregny), où la princesse Joséphine-Charlotte poursuit sa formation à l'École supérieure de jeunes filles de la rue Voltaire à Genève.
En 1949, la princesse Joséphine-Charlotte effectue, du 11 au 16 avril, une mission importante en pleine question royale : un retour officiel en Belgique où elle reçoit un accueil triomphal et va se recueillir sur la tombe de sa mère la reine Astrid. Le 12 mars 1950, lorsque le gouvernement belge organise une Consultation populaire, soit un référendum consultatif sur le retour du roi sur le trône (le référendum n'est pas permis par la Constitution belge), Joséphine-Charlotte se rend de nouveau en Belgique pour voter en faveur du retour de son père.

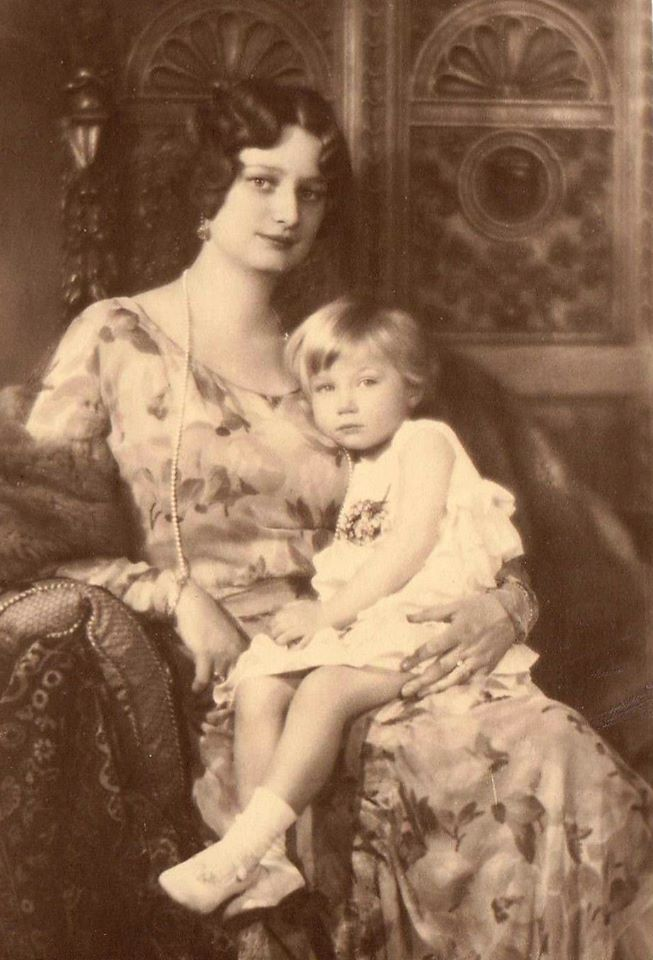
Joséphine-Charlotte, avec sa mère la reine Astrid de Belgique, dans les années 1930.

### Mariage et descendance
Joséphine-Charlotte épouse, le 9 avril 1953, au palais grand-ducal et à la cathédrale Notre-Dame de Luxembourg, le prince Jean (1921-2019), alors grand-duc héritier de Luxembourg avec qui elle a cinq enfants, bénéficiant du traitement d'altesse royale :
- la princesse Marie-Astrid (née au château de Beztdorf, le 17 février 1954), épouse en 1982 l'archiduc Charles-Christian d'Autriche (né en 1954), dont cinq enfants ;
- le prince Henri (né au château de Betzdorf, le 16 avril 1955), actuel grand-duc de Luxembourg, épouse en 1981 Maria Teresa Mestre (née en 1956), dont cinq enfants ;
- le prince Jean (né au château de Betzdorf, le 15 mai 1957), renonce à ses droits et épouse en 1987 Hélène Vestur (née en 1958) dont il divorce en 2004 ; le 18 mars 2009, il se remarie avec Diane de Guerre, dont quatre enfants du premier mariage ;
- la princesse Margaretha, sa jumelle (née au château de Betzdorf, le 15 mai 1957), épouse en 1982 le prince Nikolaus de Liechtenstein (né en 1947), dont quatre enfants ;
- le prince Guillaume (né au château de Betzdorf, le 1er mai 1963), épouse en 1994 Sibilla Weiller (née en 1968), dont quatre enfants.

### Grande-duchesse de Luxembourg
En 1964, la grande-duchesse Charlotte abdique au profit de son fils, le grand-duc Jean. De 1964 à 2000, la grande-duchesse Joséphine-Charlotte remplit avec discrétion son rôle de souveraine du Luxembourg aux côtés de son époux. Elle a constitué au château de Colmar-Berg une remarquable collection privée d'œuvres d'art contemporaines qui ont été présentées pour la première fois au public en 2003 au Musée national d'histoire et d'art de Luxembourg. Elle a supervisé les travaux de restauration du palais grand-ducal de Luxembourg entrepris de 1991 à 1996. La grande-duchesse était présidente d'honneur de l'Orchestre philharmonique du Luxembourg et accordait son haut patronage au Cercle artistique de Luxembourg.

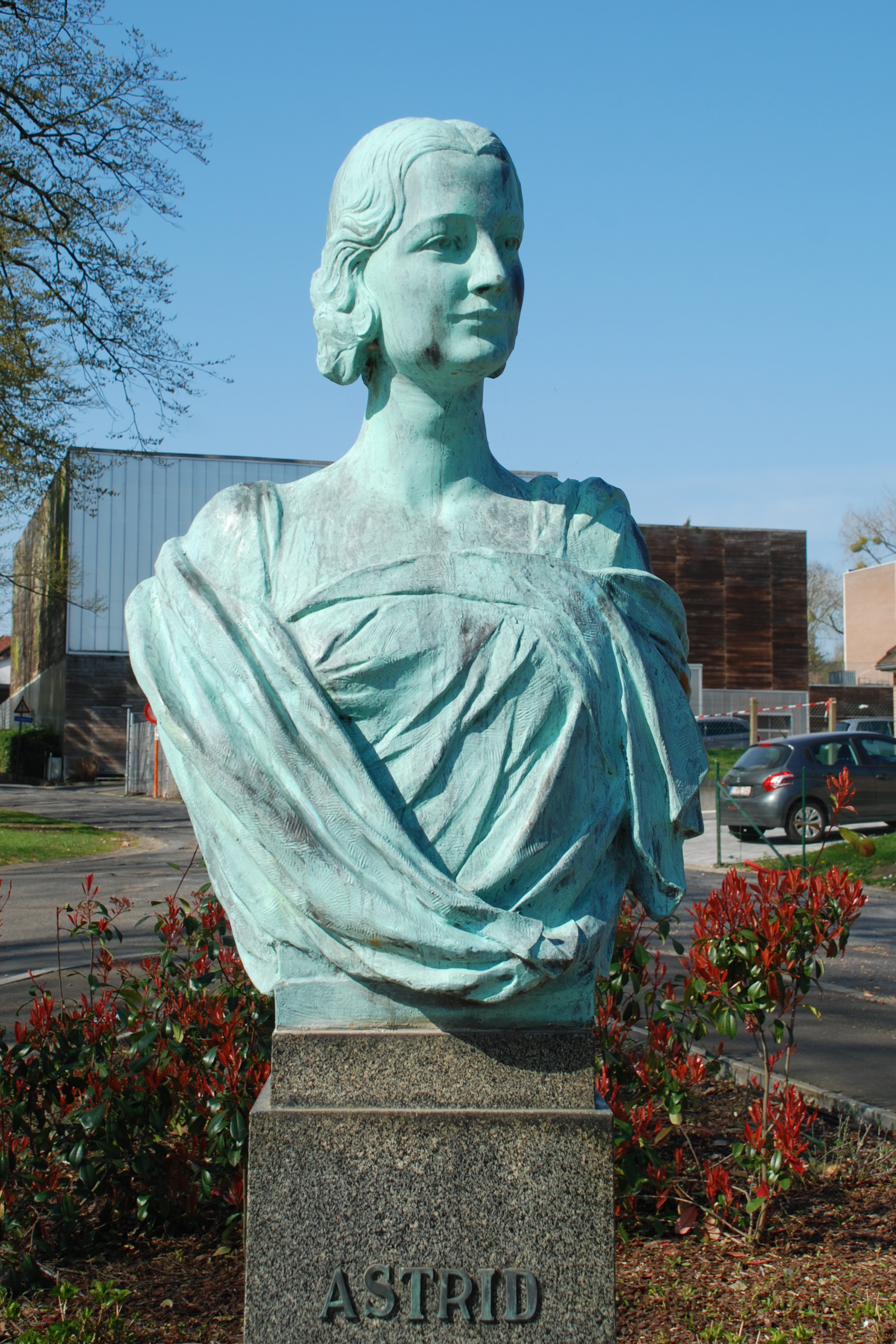
La Reine Astrid, mère de Joséphine-Charlotte (buste à Court-Saint-Étienne).

Au cours de leurs 36 ans de règne, le couple grand-ducal a effectué une trentaine de voyages d'État à l'étranger :  Brésil en 1965, Pays-Bas et Belgique en 1967, Yougoslavie en 1971, Royaume-Uni en 1972, Tunisie et URSS en 1975, Roumanie en 1976, Sénégal, Allemagne (RFA) et Autriche en 1977, France en 1978, Chine en 1979, Italie en 1980, Irlande en 1982, Espagne en 1983, Portugal et Etats-Unis en 1984, Islande en 1986, Grèce et Israël en 1987, Danemark en 1988, Norvège et Hongrie en 1990, Suède en 1991, Pays-Bas en 1992, Pologne et Finlande en 1993, Tchéquie en 1994, Mexique en 1996, Belgique et Japon en 1999.
Dans le domaine social, elle occupait différentes fonctions : présidence de la Croix-Rouge luxembourgeoise et de la Fondation luxembourgeoise contre le cancer, chef guide du Mouvement des guides du Grand-Duché de Luxembourg, Haut Patronage de SOS-Villages d'enfants-Luxembourg et du Comité luxembourgeois pour l'Unicef, etc. .
La grande-duchesse Joséphine-Charlotte portait les trois décorations luxembourgeoises suivantes : grand-croix de l'ordre du Lion d'Or de Nassau, grand-croix de l'ordre du Mérite civil et militaire d'Adolphe de Nassau et grand-croix de l'ordre grand-ducal de la Couronne de Chêne. Le couple grand-ducal a 21 petits-enfants.
Les dernières années n'ont pas épargné la grande-duchesse Joséphine-Charlotte. En septembre 2000, son fils cadet, le prince Guillaume, et son épouse, la princesse Sybilla, sont victimes d'un accident de voiture en France. Le prince reste dans le coma pendant plusieurs jours, ce qui entraîne le report de l'abdication du grand-duc Jean de quelques semaines. En 2002, la grande-duchesse María Teresa commet la maladresse de confier ses querelles avec sa belle-mère à des journalistes, ce qui provoque un scandale dans la presse luxembourgeoise. En 2003, la Cour annonce le cancer de la grande-duchesse et l'annulation des cérémonies officielles prévues pour ses noces d'or en avril 2003.

### Décès
La grande-duchesse est décédée d'une tumeur au poumon le 10 janvier 2005 au château de Fischbach, où elle s'était installée avec son époux depuis son abdication.
Présidées par l'archevêque de Luxembourg, Mgr Fernand Franck, ses funérailles ont eu lieu à la cathédrale Notre-Dame de Luxembourg et ont rassemblé de nombreuses têtes couronnées : la famille royale belge au complet, la reine Beatrix des Pays-Bas, la reine Sophie d'Espagne, la reine Marghrete II de Danemark, le roi Charles XVI Gustave et la reine Silvia de Suède, la reine Sonja de Norvège, le prince Albert de Monaco, le duc d'York, le prince Alois et la princesse Sophie de Liechtenstein, le prince Fumihito et la princesse Kiko du Japon, prince et princesse d'Akishino, le prince Hassan et la princesse Sarvath de Jordanie, le prince Moulay Rachid du Maroc, l'ex-roi Constantin II de Grèce, etc. Selon ses dernières volontés, sa dépouille a ensuite été incinérée. L'urne contenant ses cendres a été déposée dans la crypte de la famille grand-ducale à la cathédrale Notre-Dame.
Cinq mois après son décès, la famille grand-ducale inaugure officiellement la salle de concert Grande-Duchesse-Joséphine-Charlotte installée sur le plateau du Kirchberg à Luxembourg.
Ses cinq enfants avaient l'intention de mettre en vente en décembre 2006 chez Sotheby's à Paris 150 bijoux personnels ayant appartenu à la grande-duchesse Joséphine-Charlotte : cadeaux de fiançailles ou de mariage reçus en 1953, héritages de la famille royale belge et achats personnels. Les bijoux historiques de la famille grand-ducale ne faisaient pas partie de cette vente et avaient été transmis à la grande-duchesse María Teresa dès l'abdication de 2000. Mais à la suite des très nombreuses critiques des Luxembourgeois, la vente des bijoux de Joséphine-Charlotte a été annulée afin de ne pas ternir l'image de la dynastie.

## La princesse qui aurait pu être reine
En Belgique, jusqu'en 1991, la loi salique réservait la fonction de monarque aux descendants mâles. Depuis, c'est l'aîné des enfants royaux (fille ou garçon) qui peut hériter de la couronne. Mais Joséphine-Charlotte, bien qu'aînée des enfants du roi Léopold III de Belgique, n'a jamais pu prétendre au trône de Belgique. En effet, en 1991, la loi salique a été maintenue à l'égard de Joséphine-Charlotte, grande-duchesse de Luxembourg, car la constitution belge prévoit que le monarque ne peut être en même temps chef d'un autre État sans l'assentiment du parlement, et l'idée que le roi ou la reine puisse se partager entre différents États n'est plus envisageable. Joséphine-Charlotte ne devint donc pas en 1993 la première reine régnante des Belges, et la couronne revint à son frère cadet Albert. La première reine régnante des Belges devrait être la princesse Élisabeth, duchesse de Brabant, aînée des enfants du roi Philippe.

## Titulature
- 11 octobre 1927 – 9 avril 1953: Son Altesse Royale la princesse Joséphine-Charlotte de Belgique (naissance) ;
- 9 avril 1953 – 12 novembre 1964 : Son Altesse Royale la grande-duchesse héritière de Luxembourg, princesse de Nassau et de Bourbon-Parme, princesse de Belgique ;
- 12 novembre 1964 – 7 octobre 2000 : Son Altesse Royale la grande-duchesse de Luxembourg, duchesse de Nassau, princesse de Bourbon-Parme, princesse de Belgique ;
- 7 octobre 2000 – 10 janvier 2005 : Son Altesse Royale la grande-duchesse Joséphine-Charlotte de Luxembourg, princesse de Bourbon-Parme, princesse de Belgique.

## Honneurs
Joséphine-Charlotte est :

### Ordres nationaux
- Dame grand-croix de l'ordre du Lion d'or de la maison de Nassau ;
- Chevalier grand-croix de l'ordre d'Adolphe de Nassau ;
- Chevalier grand-croix de l'ordre de la Couronne de chêne.

### Ordres étrangers
- Grand-croix classe spéciale de l'ordre du Mérite de la République fédérale d'Allemagne ;
- Chevalier grand-croix de l’ordre de Léopold (Belgique) ;
- Dame d'honneur de l'ordre de Thérèse (Royaume de Bavière) ;
- Chevalier de l'ordre de l'Éléphant (Danemark) ;
- Dame grand-croix de l'ordre d'Isabelle la Catholique (Espagne) ;
- Dame grand-croix de l'ordre des Saintes-Olga-et-Sophie (Royaume de Grèce) ;
- Dame grand-croix de l'ordre du Faucon (République d'Islande) ;
- Dame grand cordon de l'ordre de la Couronne précieuse (Japon) ;
- Dame d'honneur et de dévotion de l'ordre souverain de Malte ;
- Dame grand-croix de l'ordre de Saint-Olaf (Norvège) ;
- Dame grand-croix de l'ordre du Christ (Portugal) ;
- Récipiendaire de la médaille du couronnement d'Élisabeth II ;
- Dame de l'ordre des Séraphins (Suède) ;
- Dame grand cordon de l'ordre de la Chula Chom Klao (Thaïlande) ;
- Croix Pro Ecclesia et Pontifice (Vatican).

## Ascendance
|  |                                           |  |  |  |  |  |  |  |  |  |  |  |  |
|  | 8. Philippe de Belgique, comte de Flandre |  |  |  |  |  |  |  |  |  |  |  |  |
|  |                                           |  |  |  |  |  |  |  |  |  |  |  |  |
|  |                                           |  |  |  |  |  |  |  |  |  |  |  |  |
|  | 4. Albert Ier de Belgique                 |  |  |  |  |  |  |  |  |  |  |  |  |
|  |                                           |  |  |  |  |  |  |  |  |  |  |  |  |
|  |                                           |  |  |  |  |  |  |  |  |  |  |  |  |
|  | 9. Marie de Hohenzollern-Sigmaringen      |  |  |  |  |  |  |  |  |  |  |  |  |
|  |                                           |  |  |  |  |  |  |  |  |  |  |  |  |
|  |                                           |  |  |  |  |  |  |  |  |  |  |  |  |
|  | 2. Léopold III de Belgique                |  |  |  |  |  |  |  |  |  |  |  |  |
|  |                                           |  |  |  |  |  |  |  |  |  |  |  |  |
|  |                                           |  |  |  |  |  |  |  |  |  |  |  |  |
|  | 10. Charles-Théodore en Bavière           |  |  |  |  |  |  |  |  |  |  |  |  |
|  |                                           |  |  |  |  |  |  |  |  |  |  |  |  |
|  |                                           |  |  |  |  |  |  |  |  |  |  |  |  |
|  | 5. Élisabeth en Bavière                   |  |  |  |  |  |  |  |  |  |  |  |  |
|  |                                           |  |  |  |  |  |  |  |  |  |  |  |  |
|  |                                           |  |  |  |  |  |  |  |  |  |  |  |  |
|  | 11. Marie-Josèphe de Portugal             |  |  |  |  |  |  |  |  |  |  |  |  |
|  |                                           |  |  |  |  |  |  |  |  |  |  |  |  |
|  |                                           |  |  |  |  |  |  |  |  |  |  |  |  |
|  | 1. Joséphine-Charlotte de Belgique        |  |  |  |  |  |  |  |  |  |  |  |  |
|  |                                           |  |  |  |  |  |  |  |  |  |  |  |  |
|  |                                           |  |  |  |  |  |  |  |  |  |  |  |  |
|  | 12. Oscar II de Suède                     |  |  |  |  |  |  |  |  |  |  |  |  |
|  |                                           |  |  |  |  |  |  |  |  |  |  |  |  |
|  |                                           |  |  |  |  |  |  |  |  |  |  |  |  |
|  | 6. Carl de Suède                          |  |  |  |  |  |  |  |  |  |  |  |  |
|  |                                           |  |  |  |  |  |  |  |  |  |  |  |  |
|  |                                           |  |  |  |  |  |  |  |  |  |  |  |  |
|  | 13. Sophie de Nassau                      |  |  |  |  |  |  |  |  |  |  |  |  |
|  |                                           |  |  |  |  |  |  |  |  |  |  |  |  |
|  |                                           |  |  |  |  |  |  |  |  |  |  |  |  |
|  | 3. Astrid de Suède                        |  |  |  |  |  |  |  |  |  |  |  |  |
|  |                                           |  |  |  |  |  |  |  |  |  |  |  |  |
|  |                                           |  |  |  |  |  |  |  |  |  |  |  |  |
|  | 14. Frédéric VIII de Danemark             |  |  |  |  |  |  |  |  |  |  |  |  |
|  |                                           |  |  |  |  |  |  |  |  |  |  |  |  |
|  |                                           |  |  |  |  |  |  |  |  |  |  |  |  |
|  | 7. Ingeborg de Danemark                   |  |  |  |  |  |  |  |  |  |  |  |  |
|  |                                           |  |  |  |  |  |  |  |  |  |  |  |  |
|  |                                           |  |  |  |  |  |  |  |  |  |  |  |  |
|  | 15. Louise de Suède                       |  |  |  |  |  |  |  |  |  |  |  |  |
|  |                                           |  |  |  |  |  |  |  |  |  |  |  |  |
|  |                                           |  |  |  |  |  |  |  |  |  |  |  |  |